# Didier Julia
Pour les articles homonymes, voir Julia.
Didier Julia, né le 18 février 1934 à Paris (VIe) (Seine), est un homme politique et philosophe français.

## Biographie
Issus de la famille Larousse, ses parents sont médecins. Lui-même fait ses études secondaires au lycée Lakanal de Sceaux, puis au lycée Henri-IV, à Paris, ses études supérieures à la Sorbonne, entrecoupées d'études à l'étranger, notamment en Égypte (1953-54), aux États-Unis (1955). Il est reçu à l'agrégation de philosophie en 1956, docteur d'État en 1964, professeur au lycée, puis à la faculté de Lille ; puis maître-assistant à la Sorbonne, professeur à la faculté des Lettres de Rouen (1966).
Ses thèses, principale et complémentaire, sont inspirées par la philosophie de Fichte, théoricien de la Révolution française et philosophe de la liberté, et comportent une traduction en français de la grande œuvre du philosophe allemand, La Théorie de la Science, exposée en 1804 à Berlin. Il publie ensuite plusieurs ouvrages et articles sur le philosophe allemand. Conjointement de 1956 à 1970, il est rédacteur de la Grande Encyclopédie Larousse. Il est l'auteur du Dictionnaire Larousse de la philosophie, l'ouvrage a connu 11 rééditions en français et est traduit en 10 langues.
De 1972 à 1983, il est membre du Conseil de surveillance de la librairie Larousse.
En 1962, il participe activement dans le 5e arrondissement de Paris à la campagne pour les élections législatives de René Capitant, professeur de droit constitutionnel à l'université de Paris, inspirateur de la politique de « participation » dans les entreprises, gaulliste de gauche, qui sera élu député et futur ministre de la Justice du général de Gaulle. La même année, Jacques Chaban-Delmas le place au secrétariat général de l'Union paneuropéenne, mouvement gaulliste pour « l'Europe des Nations ». De conviction gaulliste, il est élu député de 1967 à 2012 sans interruption.
En novembre 1968, il défend la loi d'orientation présentée par Edgar Faure, ministre de l'Éducation nationale, et soutient contre le rapporteur du groupe UNR, Alain Peyrefitte, l'amendement instituant la présence des élèves aux conseils d'administration des lycées. Philippe Séguin rappelle dans son livre 240 dans un fauteuil (p. 1013) qu'en 1976 Didier Julia dépose le programme et la proposition qui sont à l'origine de l'Office parlementaire pour l'évaluation des options technologiques.
En 1981, il s'oppose à l'abolition de la peine de mort en raison du refus du gouvernement de l'époque d'imposer une peine de sûreté incompressible pour les criminels dangereux ou récidivistes.
Vice-président du District de l'Agglomération parisienne de 1980 à 1986 puis vice-président du Conseil régional d'Île-de-France de 1986 à 1998, chargé de l'environnement et du développement de la grande couronne de l'Île-de-France, il crée sous la présidence de Michel Giraud, un nouveau partenariat régional avec les collectivités locales, les parcs naturels régionaux et les contrats ruraux pour les petites communes
En 1995, il soutient la candidature d'Édouard Balladur à l'élection présidentielle.
Il décide de ne pas briguer un 12e mandat aux élections législatives françaises de juin 2012 laissant la place à Valérie Lacroute dont il devient le suppléant.

## Relations avec l'Irak
Depuis longtemps, Didier Julia est très proche et bien connu de la société irakienne, et notamment de Tarek Aziz (ministre des Affaires Étrangères sous Saddam Hussein). Didier Julia a par ailleurs demandé à plusieurs reprises au Président de la République Nicolas Sarkozy d'exercer son influence pour le faire libérer.
Du 14 au 17 septembre 2002, alors que la guerre en Irak menace, il se rend dans ce pays accompagné de Thierry Mariani et Éric Diard, deux autres députés UMP, sous la houlette de Philippe Brett, lequel, selon le Canard enchaîné, agit pour le compte des autorités françaises, le vol étant déclaré « vol gouvernemental ». En raison de l'embargo imposé par les États-Unis sur toutes les relations avec l'Irak, le gouvernement français avait dû adresser une « notification » à l'ONU pour que l'avion ne soit pas intercepté, s'agissant d'un vol officiel.
Le but de ce voyage était de convaincre le gouvernement irakien d'accepter la venue sur son territoire d'observateurs de l'ONU, le président américain ayant décidé de suspendre la menace de guerre si les observateurs pouvaient s'assurer de l'absence « d'armes de destruction massive ». Ils obtiendront le 17 septembre 2002 l'accord du gouvernement irakien. Le voyage déclenche alors la colère de Dominique de Villepin, à l'époque ministre des Affaires étrangères. Selon le Canard enchaîné, il est en désaccord sur ce point avec le conseiller diplomatique de Jacques Chirac, Maurice Gourdault-Montagne. Ils y retournent en mars 2003, à la veille de la guerre.
Après que, depuis le 20 août 2004, deux journalistes français ont été pris en otage en Irak et que le ministre français des Affaires étrangères a déclaré (le 1er septembre) « avoir perdu tout contact », Didier Julia et Philippe Brett se rendent à Amman le 4 septembre avec l'avion du président de la Côte d'Ivoire, Laurent Gbagbo, en vue de localiser le lieu où les journalistes sont détenus. Le 15 septembre, l'ambassadeur de France à Bagdad publie une déclaration : « nous avons perdu tout contact... ». Le 27 septembre, Didier Julia communique au gouvernement français des informations sur leur lieu de détention mais celui-ci ne leur donne « aucune suite en raison de leur caractère imprécis et non étayés ». Didier Julia repart à Damas le 30 septembre où il rejoint Philippe Brett et Khaled Jasim (frère de l'actuel ministre de la Défense du gouvernement irakien depuis 2006) dans l'idée de les libérer en quelques jours. L'opération ne réussit pas et une la presse est très critique à l'égard de lui et son équipe. Le Figaro parle de « dangereux amateurs » et un membre du gouvernement de « supercherie nocive ». Didier Julia répond en décrivant, sur Europe 1 et au journal télévisé de TF1, la diplomatie française comme étant « dans le bleu » et décrit les conditions de son intervention. C'est le début de l'affaire Julia. Le ministre de la Justice demande au Parquet de Paris d'ouvrir une instruction judiciaire pour « intelligence avec une puissance étrangère, de nature à porter atteinte aux intérêts fondamentaux de la Nation ».
Le 1er mars 2005, une cassette vidéo a été découverte en Irak où la journaliste française Florence Aubenas, prise en otage depuis le 5 janvier 2005, fait appel à « Monsieur Julia » pour la sauver. Le 2 mars 2005, le Premier ministre Jean-Pierre Raffarin interpelle publiquement Didier Julia en pleine séance de l'Assemblée nationale pour lui demander de coopérer avec les services secrets (la DGSE). Didier Julia déclare se mettre à leur disposition dès que les sanctions (« contrôle judiciaire ») qui visent ses coéquipiers auront été levées.
Après sa libération en juin 2005, Florence Aubenas a déclaré que l'appel à Didier Julia avait été fait à la demande de ses ravisseurs afin d'obtenir de la publicité. Cependant Marc Fauchoux, journaliste à Canal+ - i-Télé, établit bien la réalité du rôle de Didier Julia et de son équipe dans son ouvrage Irak, Histoire secrète de la libération des otages, publié aux éditions Hugo Doc.
L'instruction judiciaire, conduite par les juges antiterroristes, se conclut par une ordonnance de non-lieu (qui comprend 18 pages) en faveur de Didier Julia et de ses compagnons. Les juges ont pu prendre connaissance du détail de ses communications téléphoniques, du contenu des ordinateurs qu'ils ont analysés. Il en ressort que les contacts de la mission Julia avec le ministère de la Défense, le ministère de l'Intérieur, le Quai d'Orsay et même l'Élysée ont été constants et le concours de l'État français permanent.

## Mandats
Assemblée nationale
- 02/04/1967 - 30/05/1968 : député de la 2e circonscription de Seine-et-Marne
- 11/07/1968 - 01/04/1973 : député
- 03/04/1973 - 01/04/1978 : député
- 03/04/1978 - 22/05/1981 : député
- 02/07/1981 - 01/04/1986 : député
- 02/04/1986 - 14/05/1988 : député
- 06/06/1988 - 01/04/1993 : député
- 02/04/1993 - 21/04/1997 : député
- 01/06/1997 - 18/06/2002 : député
- 19/06/2002 - 17/06/2007 : député
- 20/06/2007 - 17/06/2012 : député

Conseil régional d'Île-de-France
- 15/03/1979 - 16/03/1986 : vice-président du conseil régional d'Île-de-France
- 17/03/1986 - 22/03/1992 : vice-président du conseil régional d'Île-de-France
- 23/03/1992 - 15/03/1998 : vice-président du conseil régional d'Île-de-France
- 16/03/1998 - 28/03/2004 : conseiller régional d'Île-de-France

## Travaux
- Didier Julia, Pages de Vie en Politique, Le Gaullisme à l'épreuve du Temps, L'Harmattan, 2016
- Didier Julia (préf. Bernard Bourgeois), Fichte 1804, la recherche de l’absolu et la phénoménologie de la conscience, Paris, Hermann, 2015, 108 p. (ISBN 978-2-7056-8987-2)
- Didier Julia, Petit dictionnaire de la philosophie, Larousse, 2013, 301 p. (ISBN 978-2-03-589319-2)
- Didier Julia, Dictionnaire de la philosophie, Paris, Larousse, 2011, 301 p. (ISBN 978-2-03-586100-9)
- Didier Julia, « Comment et jusqu'où le philosophe peut-il s'analyser ? », dans Jean-Christophe Goddard et Alexander Schnell (éds.), L'être et le phénomène : Doctrine de la science de 1804, Vrin, 2009 (ISBN 9782711622122), p. 18-38
- Didier Julia, Fichte, la philosophie ou la conquête de la liberté, L'Harmattan, 2002 (ISBN 978-2-7475-2276-2)
- Didier JULIA, La Question de l'Homme et le Fondement de la Philosophie, Aubier Montaigne, 1964.
- Johann Gottlieb Fichte, traduction Didier Julia, La Théorie de la Science, exposé de 1804, Aubier Montaigne, 1967
- Didier Julia, Fichte : La vie, son œuvre avec un expose de sa philosophie, Presses universitaires de France, 1964
- Didier Julia, « Phénoménologie, Ontologie ou Logique ? À propos de la Théorie de la Science de Fichte », Revue Philosophique de Louvain, 3e série, t. 57, no 54,‎ 1959, p. 184-196